# 小堀光詮
小堀 光詮（こぼり こうせん、1922年3月23日 - 2013年6月21日）は、天台宗三千院門跡第六十一世門主。大僧正。
栃木県日光市生まれ。1930年栃木県佐野市田島の大聖寺に両親と共に居住する。1934年に出家得度したのち、栃木県立佐野中学校卒業を経て比叡山に入山。1944年比叡山専修院を卒業後、比叡山中学校・高等学校教諭を経て1947年比叡山星光院住職に任命される。1971年より比叡山延暦寺副執行（総務・教化部長）、1982年より執行（代表役員）を務める。1988年三千院門主（住職）に任命される。筆名・星ひかる。長男は小堀光實。

## 著書
- 『法華経に学ぶ人生』鈴木出版 1997
- 『光つたえよ 伝教大師のみ心とともに歩んだ道』鈴木出版 1999
- 『みんな仲よく光ってる』鈴木出版 2002
- 『あなたはおかあさんのどこが好き?』星ひかる 新風舎 2004
- 『みんな光り輝く仏の子 伝教大師最澄の言葉に学ぶ』佼成出版社 2005
- 『観音さまのこころ』春秋社 2010
- 『菩薩の道をあゆむ』春秋社 2012

### 共著
- 『往生極楽のはなし』ひろさちや共著 佼成出版社 2006
- 『古寺巡礼京都 新版 三千院』黛まどか共著 淡交社 2006